# Григорий Доростолски
Григорий (на гръцки: Γρηγόριος) е гръцки православен духовник, митрополит на Вселенската патриаршия.

## Биография
Произхожда от остров Тинос. Служи като ефимерий на гръцката общнина на Малта. През юни 1821 година е избран и по-късно ръкоположен за еноски митрополит. През май 1831 година е отстранен и на 5 юни 1831 година подава оставката си. Заточен е на Света гора. През юли 1836 година се установява в Силистра и заема длъжността епитроп в Доростолската епархия. През ноември 1836 година е избран за доростолски митрополит. Умира на 11 декември 1839 година.